# Čuvani
Čuvani ili Čuvanci (ruski: Чуванцы) su jedan od četrdesetak malobrojnih sjevernih naroda koje kao takve priznaje ruska vlada.
Većina Čuvana(ca) danas živi na Čukotskom poluotoku, na krajnjem ruskom sjeveroistoku.
Podatci koje su iznašli etnografi na terenskom istraživanju 1990-tih godina, pokazuju iduće - ljudi koji se identificiraju kao Čuvani čine to na jedan od dva načina:
1. U jednu ruku, neki od njih žive u malim selima u tundri, na područjima koja se primarno bave stočarstvom (karibui) . Mnogo od ovih govore čukski jezik (koji spada u čukotsko-kamčatsku jezičnu obitelj), pored ruskog. Neki su se i međusobno vjenčavali s Čukčima.

1. U drugu ruku, neki od njih, kao oni što žive u gradiću Markovo na rijeci Anadiru, ne bave se uzgojem karibua, niti govore čukski jezik.

Povijesni spisi govore u Čuvancima kao sibirskom narodu, koji spada u jukagirsku skupinu. 
U 17. stoljeću su se kretali duž gornjih tokova rijeka Anadira i Anjuja. Bavili su se lovom, ribolovom i uzgojem karibua.
U 18. stoljeću, dio Čuvanaca se povukao na rijeku Kolimu zbog nadora Čukča i rusificirali su se. Drugi dio njih su asimilirali Korjaci i Čukči. 
Prema popisu iz 2002. godine, bilo je 1087 pripadnika čuvanskog naroda.